# Transmission IV
Transmission IV es el nombre de un álbum de la banda de rock progresivo Porcupine Tree, lanzado bajo la discográfica Delerium. Es uno de los álbumes de edición limitada de la banda.
El álbum contiene una improvisación extensa (La canción más larga de la banda), la cual es una versión extendida de la canción "Moonloop", canción que aparece en la edición especial de 2004 del álbum The Sky Moves Sideways.

## Lista de canciones (o canción)
1. Moonloop (Improvisación Inédita) - 40:07

## Personal
- Colin Edwin - Bajo
- Chris Maitland - Batería
- Steven Wilson - Guitarra, piano y samplers

- Datos: Q683728